# アンブロジオ聖歌
アンブロジオ聖歌(Ambrosian Chant)は、ラテン語のミサに付随した単旋律の聖歌である。アンブロシオ聖歌とも呼ばれる。聖アンブロジウスは、374年から397年までミラノの大司教をつとめた。北イタリアのミラノは、文化的にビザンチンと密接に結びついて発展し、東方教会聖歌の影響を受けている。アンティフォナ（交唱）と呼ばれる形式がみられる。しかし、現在まで伝わっているアンブロジオ聖歌が当時のものと同じであったかどうかは不明である。

## 歴史
アンブロシウスの音楽に関連する記録で残っているものは少ない。アウグスティヌスによれば、385年にアリウス派が教会奪取を企てた時、アンブロシウスは厳然とユスティナ皇太后に対抗し教会を守った。彼は、信仰を同じくする人たちと共に、教会の中に立てこもって、東方の流儀に従って、同志と一緒に交唱聖歌と賛美歌を、日夜歌って耐え抜いた。ハンガリーの教会音楽研究者であるベンジャミン・ラジェキーによれば、アンブロシウス自身、賛美歌をいくつか作ったと書き残しており、アウグスティヌスは、そのうちの四つの詩について言及している。
それ以上の参考文献がないので、それらの聖歌が本当にアンブロシウス自身の作であるか、判定することはできない。しかし、アンブロシウス説を否定する動きが起こるたびに、ミラノの高位の聖職者たちは、真っ向からそれに反対し、アンブロシウスの名前を挙げることによって、ミラノとその周辺では、古代からの礼拝聖歌の権利を現在に至るまで継承し、保存して来たのである。

## 評価
アンブロシオ聖歌には、そのメロディに際立った最高声部および最低声部が含まれている。それから、禁欲的な単純さと無駄を省いた旋律に、他の聖歌様式には見られない、おどろくほど多彩で、無限に広がる豊かなフレーズがつく。アンブロシオ聖歌には全く秩序がない、とさえいう人もいる。これは極端な意見だとしても、一定の形式と長さの制約に閉じ込められているグレゴリオ聖歌の持つ性格は、アンブロシオ聖歌には皆無である。人間の想像力が華やかな旋律を生み出し、それが最も単純な形から、最も複雑な形へと変調をとげることを類型と考えるわけにはいかない。むしろ、これらは想像力に富んだ心に訴え、花開いてきた多様な歴史の証明である。当時のミラノが東と西の両世界の接点をなしていたことを思えば、このような聖歌が生まれたのも不思議ではない。